# Mlađan Janović
Mlađan Janović (Kotor, 11. lipnja 1984.), crnogorski vaterpolist, četiri sezone igrač talijanske Savone. Od sezone 2013./14. igra za Pro Recco. Mlađi je brat Nikole Janovića, također člana crnogorske reprezentacije. Visok je 190 cm. Uvršten je u najbolju momčad Svjetskog prvenstva u vaterpolu 2013. na kojem je Crna Gora osvojila srebro.